# 武田京子
武田京子（1940年9月29日—），日本漫畫家。

## 經歷
大阪府池田市出身，大阪市立工藝高校畢業，專攻日本畫。學生時代即以貸本漫畫《脱獄計画第1号》出道，接著在若木書房發表了許多貸本用的少女漫畫，1961年開始在一般漫畫雜誌發表作品。1971年作品《さぼてんとマシュマロ》改編的真人版電視劇播出。1980年後創作逐漸從少女向轉移到淑女向。
2002年與其他17位漫畫家發起我的八月十五日之會。